# Municipio de York (condado de Switzerland)
El municipio de York (en inglés: York Township) es un municipio ubicado en el condado de Switzerland en el estado estadounidense de Indiana. En el año 2010 tenía una población de 1206 habitantes y una densidad poblacional de 19,22 personas por km².

## Geografía
Según la Oficina del Censo de los Estados Unidos, tiene una superficie total de 62.76 km², de la cual 61,46 km² corresponden a tierra firme y (2,06 %) 1,29 km² es agua.

## Demografía
Según el censo de 2010, había 1206 personas residiendo en el municipio de York. La densidad de población era de 19,22 hab./km². De los 1206 habitantes, el municipio de York estaba compuesto por el 98,09 % blancos, el 0,08 % eran amerindios, el 0,33 % eran asiáticos, el 1 % eran de otras razas y el 0,5 % eran de una mezcla de razas. Del total de la población el 2,49 % eran hispanos o latinos de cualquier raza.